# Gynoplistia interrupta
Gynoplistia interrupta là một loài ruồi trong họ Limoniidae. Chúng phân bố ở miền Australasia.